# Eltzer Hof (Boppard)

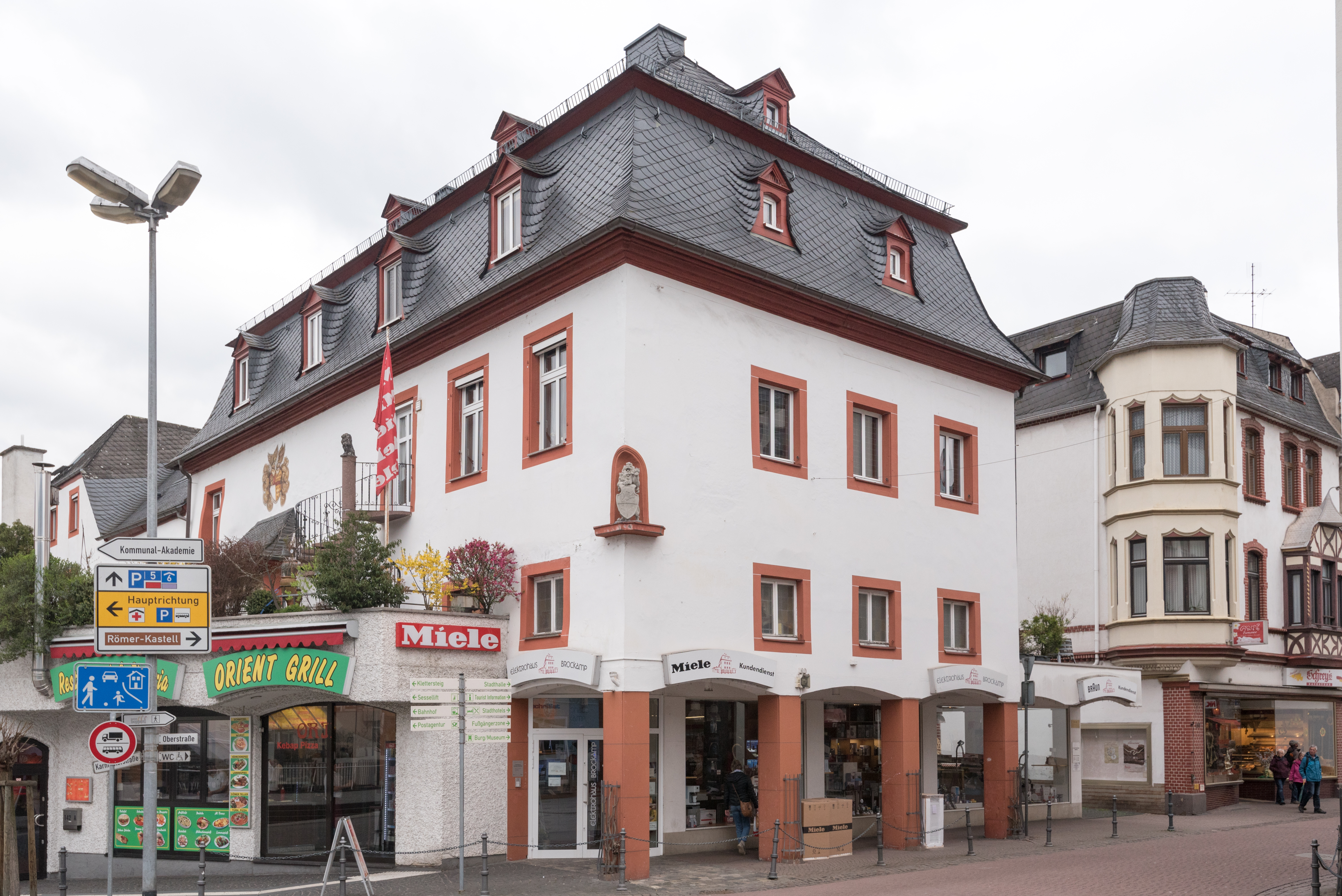
Vorderhaus des Eltzer Hofs

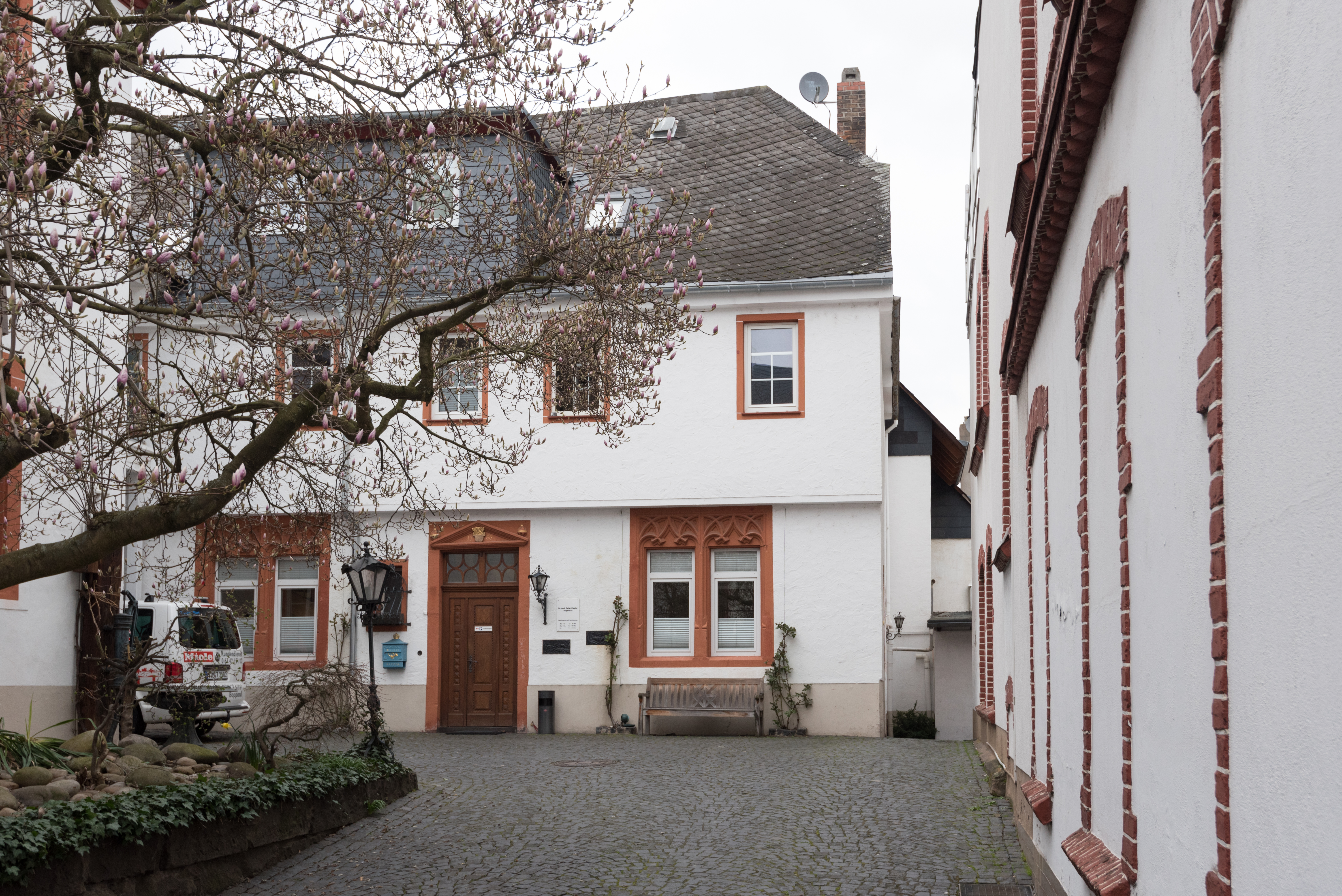
Innenhof

Der Eltzer Hof ist ein ehemaliger Hof der Adelsfamilie von Eltz in Boppard. Teile der westlichen römischen Kastellmauer von Boppard verliefen durch den Hof. Sie wurden beim Bau des dortigen Gebäudekomplexes mit einbezogen. Heute befindet sich dieser in Privatbesitz und steht unter Denkmalschutz.

## Lage
Der Gebäudekomplex des ehemaligen Eltzer Hofs von Boppard befindet sich am Rand der Altstadt an der Straßenecke, an der die Karmeliterstraße auf die Oberstraße (ehemals B 9) mündet. Er hat heute die Adresse Oberstraße 140 und 142. Nördlich des Eltzer Hofs befand sich der Beyer Hof, ein weiterer ehemaliger Adelshof von Boppard, der heute fast komplett abgebrochen ist. Auf der gegenüberliegenden Seite der Karmeliterstraße, westlich des Gebäudekomplexes, befindet sich (damals wie heute) das Bopparder Karmeliterkloster, das heute die Stadtverwaltung beherbergt. Südwestlich steht das ebenfalls denkmalgeschützte Alte Postgebäude.
In die westliche Außenmauer des Gebäudekomplexes wurden Teile der Westmauer des römischen Kastells von Boppard integriert.

## Geschichte

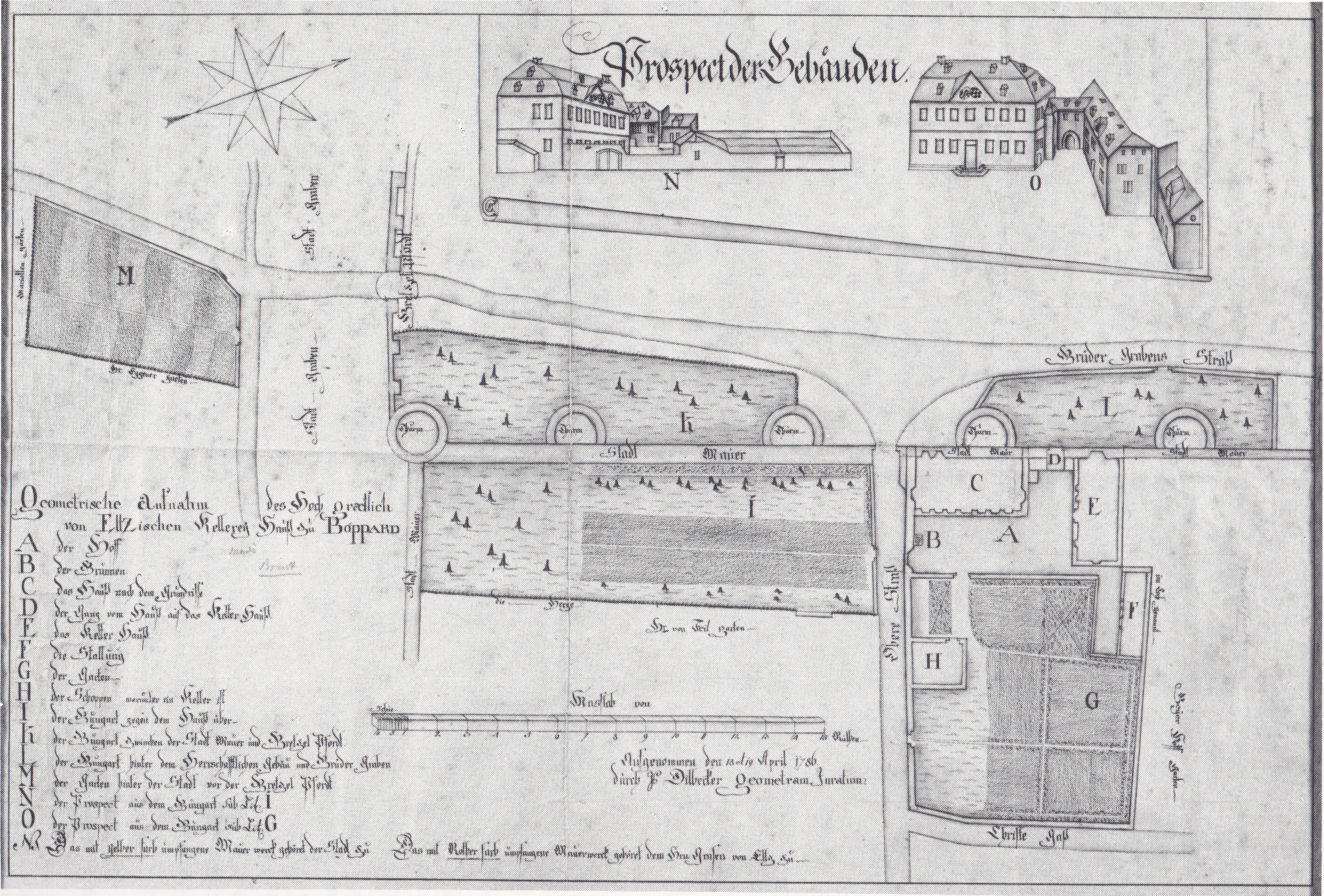
Lageplan des Eltzer Hofs von 1786

In einer Bopparder Urkunde wird ein Johann von Eltz 1219 als Zeuge erwähnt. Jedoch ist das Geschlecht von Eltz bis in das späte 15. Jahrhundert nicht als in Boppard ansässig bezeugt. In den Jahren 1458 und 1468 wurde Johann Herr von Eltz vom Propst von St. Martin mit dem Kraftzehnten zu Salzig und Wingerten in Boppard, Spay und Peternach belehnt. Dieser war mit der Schwester des Koblenzer Ritters Johann von Bachem verheiratet.
Im Jahr 1486 wurde das Erbe der von Bachem unter den Herrn von Eltz, Rudolf Beyer von Boppard und Johann von Lewenstein aufgeteilt, wobei wahrscheinlich der Hof in Boppard an die Familie von Eltz ging. Im Jahr 1496 wird der Hof am Rande der Bopparder Altstatt zum ersten Mal als Eltzer Hof bezeichnet.
Bei der Erbteilung im Jahr 1549 zwischen den Brüdern Georg und Hans Reichard von Eltz ging die Burg Eltz an Georg und Hans Reichard erhielt den damals weitaus reicher mit Gütern versehenen Hof in Boppard. Zu diesem gehörte noch Land im Westerwald, im Taunus und am Rhein. Daher musste Hans Reichard seinem Bruder einen Ausgleich von 300 Gulden zahlen. Im Jahr 1566 wurde ein neues Wohngebäude auf dem Hof vollendet. Es handelt sich um den heute rückwärtigen Flügel. Der Bauherr Hans Reichard starb 1568 und wurde vermutlich in der Karmeliterkirche bestattet. Am Chorgestühl der Karmeliterkirche befindet sich heute sein gut erhaltener Totenschild.
Im Jahr 1653 wurde der Hof Bickenbach, der sich zwischen Karmeliterkirche und Rhein befand, und drei weitere Gebäude aus der Judengasse (heute Eltzerhofstraße) an Johann Anton von Eltz verlehnt. Um 1738 wurde der vordere Gebäudeteil fertiggestellt und als Wohnhaus genutzt, der hintere aus dem Jahr 1566 wurde seitdem als Kelterhaus benutzt. Im Zuge der Französischen Revolution wurden die Güter der von Eltz sequestriert und 1804 an ihren Verwalter Karl Deynet verkauft. 1814 wurden die Güter an den Notar Josef Görgen weiterverkauft. Bei einer Versteigerung im Jahr 1854 erwarb der Baron von Maltitz den Hof. Nach weiteren Besitzerwechseln erwarb Wilhelm Brockamp 1959 das Gebäude des Eltzer Hofs. Heute ist es im Besitz seines Sohns.

## Beschreibung

### Wohnhaus von 1566

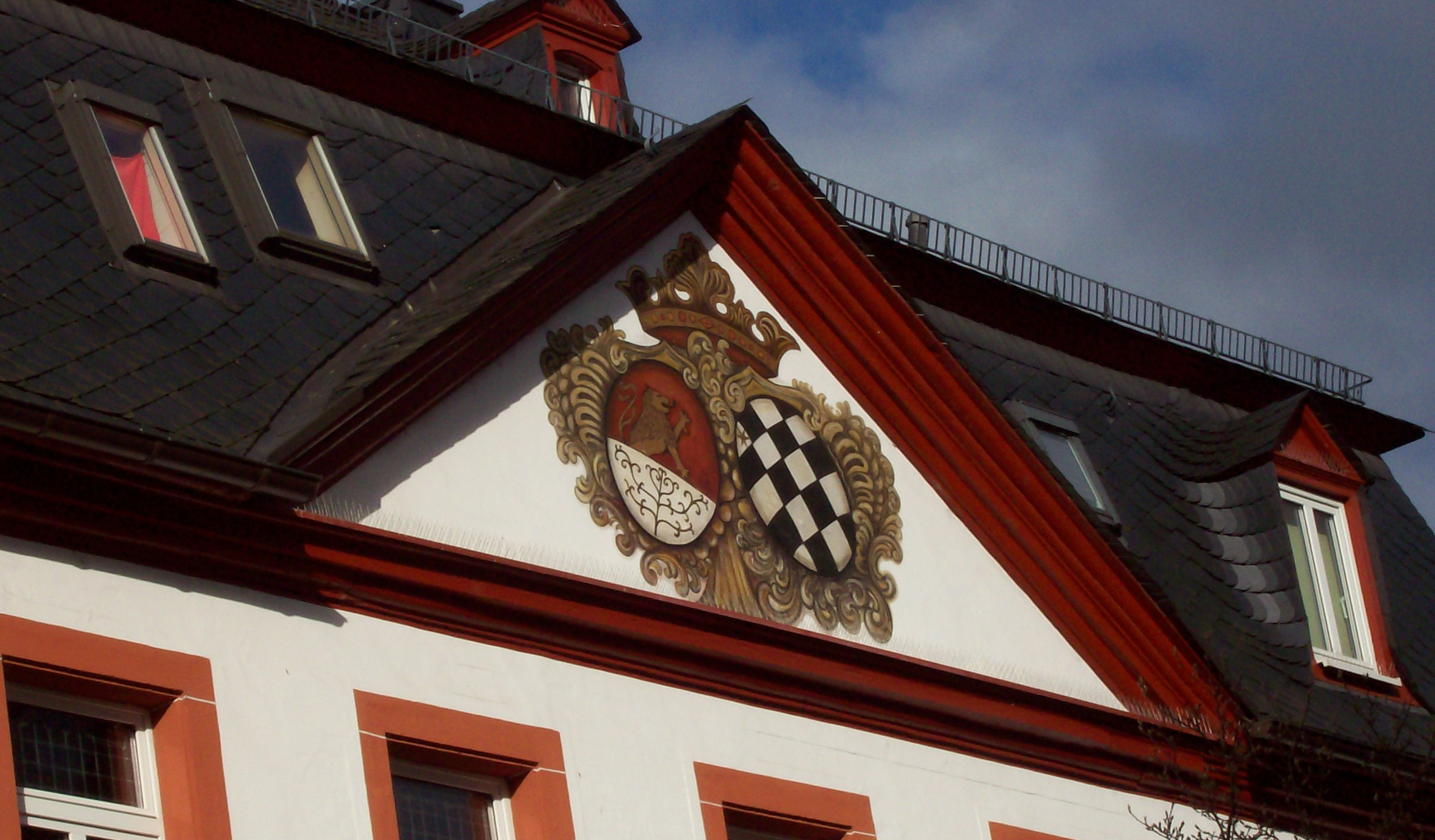
Doppelwappen auf dem Zwerchgiebel des Vorderhaus

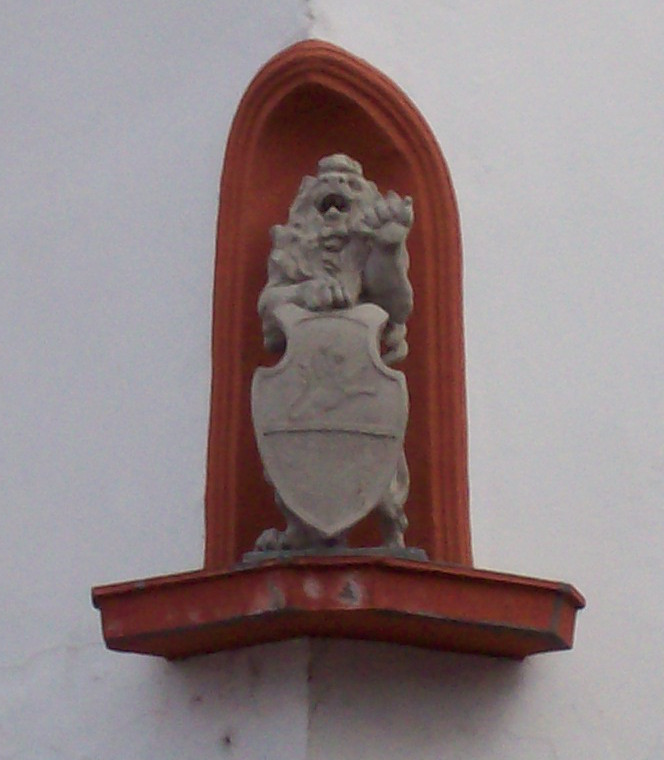
Löwenskulptur am Vorderhaus

Das Hinterhaus aus dem Jahr 1566 ist ein zweigeschossiger Putzbau. Er hat ein leicht vorgekragtes Obergeschoss. Der Eingang zu diesem Gebäudeteil befindet sich im Hof zwischen Hinter- und Vorderhaus, der von der Oberstraße aus zugänglich ist. Neben dem Eingang hat das massive Erdgeschoss zur Hofseite drei gekuppelte Fenster. Die rechteckigen, aus Sandstein gefertigten Fenstereinfassungen mit spätgotischen Profilen hatten eine Stütze mit reichem Kielbogenblendmaßwerk. Auch der Eingang hat eine rechteckige Sandsteineinrahmung. Außerdem hat er einen Flachgiebel, der von zwei Schellenknäufen gekrönt wird, und ein Oberlicht. Der dritte Knauf befindet sich heute über dem Portal des Gebäudeteils aus dem 18. Jahrhundert. Im Flachgiebelfeld über dem Eingang befindet sich ein Wappenschild mit dem Eltzer Löwen und die Jahreszahl 1566. Ursprünglich befand sich die Jahreszahl und der Wappenschild am verschwundenen "großen steinernen Bogen" und dem darunter befindlichen Hoftor. Die hofseitige Außenwand des Obergeschosses besteht aus verputztem Fachwerk mit fünf unregelmäßig angeordneten Fensterachsen. Die westliche Giebelwand (Richtung Karmeliterkloster) über der römischen Kastellmauer hat zu drei Stockwerken Zwillingsfenster in profilierten Rahmungen. Das Satteldach ist mit Schiefer gedeckt und hat einen Krüppelwalm. Früher wurde das Gebäude von einem Efeu bewachsenen Turm überragt. Der heute fehlende Turm XVII des römischen Kastells war 1886 noch vorhanden.
Im Erdgeschoss befindet sich ein Doppelwappen der von Eltz und der von Hagen zur Motte und im Obergeschoss ist das Wappen des Trierer Kurfürsten und Erzbischofs Jakob III. von Eltz zu finden. An der stuckverzierten Obergeschossdecke des zentralen, dem Hof zugewandten Zimmer läuft die Inschrift „WER VNDER DESER ROSEN IS GESESSEN DEREN WILL GOTT NEIT VERGESSEN 1567“ um eine wappenförmig gestaltete Rose.

### Vorderhaus
Das ebenfalls zweigeschossige Gebäude aus dem Barock ist immer noch mit einem Gang über der ehemaligen römischen Kastellmauer mit dem Hinterhaus verbunden. Der Putzbau hat zum Hof eine siebenachsige Fensterfront. Zur Oberstraße hin befinden sich drei Fensterachsen, ursprünglich waren es zwei. Die Fenster haben alle eine rechteckige Sandsteinrahmung. Über den drei mittleren Fensterachsen zum Hof hin befindet sich ein flacher Zwerchgiebel über durchlaufendem Traufgesims. Auf diesem ist ein Doppelwappen (Eltz sowie Faust von Stromberg) mit darüberliegender Grafenkrone abgebildet. Zum Hof hin befindet sich in der mittleren Achse ein korbbogiges Portal ebenfalls in profilierter Sandsteinrahmung. Über dem Portal befindet sich eine Tafel mit der Aufschrift „ANNO 1722“ und darüber der Schellenknauf, der vom Hinterhaus dorthin übertragen wurde. Die zweiflüglige, gefelderte Eichenholztür des Portals ist aus der Erbauungszeit. Über der Tür ist ein Oberlicht mit neuem Eisengitter. Zum Portal führt eine Freitreppe mit nach drei Seiten ausgearbeiteten profilierten Basaltstufen hinauf. Teilweise wurden die Stufen heute durch Beton ersetzt. Auf der Nordseite, also der dem Hinterhaus zugewandten Seite befindet sich ein rundbogiger Kellereingang mit neugotischen Beschlägen. Das Dach des Hauses ist ein Mansarddach mit Giebelgauben in zwei Reihen. Im Inneren des Hauses befindet sich eine Holztreppe mit gesägten Docken aus der Erbauungszeit.

## Denkmalschutz
Der ehemalige Eltzer Hof, also die Gebäude der Oberstraße 140 und 142 in Boppard sind geschützt als eingetragenes Kulturdenkmal im Sinne des Denkmalschutz- und -pflegegesetzes (DSchG) des Landes Rheinland-Pfalz. Außerdem ist dieses Bauwerk seit 2002 Teil des UNESCO-Welterbes Oberes Mittelrheintal.